# 阜平黄堇
阜平黄堇（学名：Corydalis chanetii）为罂粟科紫堇属下的一个种。

## 扩展阅读
- 維基物種上的相關：阜平黄堇